# Gazdasági-filozófiai kéziratok 1844-ből
A Gazdasági-filozófiai kéziratok 1844-ből (eredetileg németül Ökonomisch-philosophische Manuskripte aus dem Jahre 1844) című írásmű Karl Marx befejezetlen, hiányos kéziratban maradt munkája 1844-ből. Teljes terjedelmében először 1932-ben jelent meg a Marx–Engels Gesamtausgabe I. rész, 3. kötetében. Alapvető funkcionális jellemzője, hogy nem közvetlenül publikálásra készült, hanem csupán munkaanyag, melyet Marx saját használatra írt, s elért gondolati eredményeit részben későbbi műveibe építette bele, részben meghaladta. Egyik legfontosabb jelentősége az utókor számára, hogy nagy mértékben hozzájárult Marx eszmei fejlődésének rekonstruálásához. Publikálása után a marxizmus polgári kritikusainak gyakori hivatkozási forrásává vált, s rendkívül élénk és szerteágazó vita, az úgynevezett „fiatal Marx vita” alakult ki. Ennek lényege, hogy Marx fiatalkori gondolatait használták fel későbbi, érett munkássága során, például A tőke című művében kifejtett tudományos eredményei leértékelésére.

## Kiadástörténete
A Gazdasági-filozófiai kéziratok „[…] első szövegközlése a Marx–Engels Archívum III. kötetében (Moszkva, 1925., ill. 1927.) jelent meg Előmunkálatok a Szent családhoz címen. Önálló műként, teljes terjedelemben először a MEGA III. kötetében a Szent családdal együtt (Berlin, 1932), ill. ugyanabban az évben a [Siegfried] Landshut és [J. P.] Mayer szerkesztette Der historische Materialismus c. kötetben.”

## Gazdasági-filozófiai kéziratok 1844-ből
Előszó

### Első kézirat

#### Három hasáb
Ny. I. Lapin megállapítása szerint, Marxot „[…] közgazdasági tanulmányaiban az a cél vezérelte, hogy megértse az osztályok harcának reális alapjait. Ez a törekvés egy életen át elkísérte.” Smith és Engels elméleti felosztásával azonos módon, Marx a jegyzetfüzetet három hasábra osztotta, s az alapvető társadalmi osztályoknak (munkás-, tőkés-, földbirtokos osztály) megfelelően a munka, a tőke, a föld jövedelmének forrásai, azaz a munkabér, a tőke profitja és a földjáradék „párhuzamos” vizsgálatával kezdett hozzá az első kézirathoz. Lapin e felosztásnak módszertani, heurisztikus jelentőséget tulajdonított, mivel mint szövegkritikai vizsgálataival kiderítette, Marx nem balról jobbra, a lineáris sorrendiséget követve, hanem a hasábok közötti ugrálással haladt a kutatásban. Ebben a tekintetben a legfontosabb, hogy Marx „A tőke profitja” hasábbal kezdte az elemzést, s előző jegyzetfüzeteinek szerves folytatásaként, Say-, és főleg Smith-kutatásait felhasználva, megtette az első próbálkozást a tőke gazdaságfilozófiai lényegének definiálásában. Első meghatározásai szerint a tőke „idegen munka termékei feletti magántulajdon”, illetve „kormányzati hatalom a munka és termékei felett”. Majd Smith meghatározását követve: „A tőke felraktározott munka.” Ugyancsak Smithre támaszkodva ragadta meg a tőketulajdon megkülönböztető sajátosságát, a profitot is, s valójában ezzel vette kezdetét az egyes jövedelemtípusok elemzése, összehasonlítása. A profitot kezdettől fogva a munkabérhez való viszonyában vizsgálta, feltárta alapvető megkülönböztető jegyeiket.
Az osztályok közötti politikai harc gondolata Engels cikkét teljesen átszőtte, és Marxnál is fontos hangsúlyt kapott. A munkabér tanulmányozását az osztályharc tényére való hivatkozással kezdte, bár ezt a kifejezést még nem használta: „A munkabért a tőkés és a munkás közötti ellenséges harc határozza meg.” – írta. Az elemzés ugyanezen szempontja dominál a földjáradéknál is: „De vegyük szemügyre mármost a földjáradékot, ahogy az a valóságos érintkezésben alakul. A földjáradékot a bérlő és a földtulajdonos közötti harc állapítja meg”. Sőt, Marx továbbment, s tulajdonképpen az általános versengést, a konkurenciaharcot, Thomas Hobbes „mindenki harca mindenki ellen” elvét fejezte ki, s a polgári társadalom alapelvévé nyilvánította: „A nemzetgazdaságtanban mindenütt azt találjuk, hogy az érdekek ellenséges ellentétét, a harcot, a háborút ismerik el a társadalmi szervezet alapzatának.”
A Földjáradék című fejezet legfontosabb következtetése, hogy a tőkés és földbirtokos osztály konkurenciájából szükségszerűen a tőkések osztálya kerül ki győztesen, s a földbirtokosok osztálya osztályként megszűnik, egy része beolvad a tőkések közé, másik része tönkremegy és deklasszálódik:
„E konkurenciának továbbá az a következménye, hogy a földtulajdon egy nagy része a tőkések kezébe jut, és a tőkések így egyúttal földtulajdonosok lesznek, mint ahogy egyáltalában a kisebb földtulajdonosok már csak tőkések. Éppígy a nagy földtulajdon egy része egyúttal iparivá válik.
Az utolsó következmény tehát a tőkés és földtulajdonos közötti különbség feloldódása, úgyhogy tehát egészben véve már csak két osztálya van a népességnek, a munkásosztály és a tőkések osztálya. A földtulajdonnak ez az elüzletelődése, a földtulajdon áruvá változása a régi arisztokrácia végső bukása és a pénzarisztokrácia végső kiteljesedése.”

#### Az elidegenült munka
Az elidegenült munka című fejezet kulcsot jelent a mű egészének feltárásához, megértéséhez. Mivel a korabeli polgári közgazdászok a magántulajdon megkérdőjelezhetetlen adottságából indultak ki, mint bizonyításra nem szoruló tényből, Marx a magántulajdon lényegét, keletkezési folyamatát szándékozott megtalálni, s a nemzetgazdaságtan kritikáját a magántulajdon kritikájára alapozni:
„Kiindultunk a nemzetgazdaságtan előfeltevéseiből. Elfogadtuk nyelvét és törvényeit. Feltételeztük a magántulajdont, a munka, tőke és föld, valamint a munkabér, tőkeprofit és földjáradék szétválasztását, ugyancsak a munka megosztását, a konkurenciát, a csereérték fogalmát stb. Magából a nemzetgazdaságtanból – saját szavaival – mutattuk meg, hogy a munkás áruvá, mégpedig a legnyomorúságosabb áruvá süllyed le, hogy a munkás nyomora fordított arányban áll termelésének hatalmával és nagyságával, hogy a konkurenciának szükségszerű eredménye a tőke kevés kézben való felhalmozódása, tehát a monopólium még félelmetesebb helyreállítása, hogy végül eltűnik a tőkés és földjáradékos, valamint a földműves és ipari munkás különbsége, és az egész társadalomnak két osztályra: a tulajdonosok és a tulajdonnélküli munkások osztályára kell szétesnie.
A nemzetgazdaságtan a magántulajdon tényéből indul ki. Nem magyarázza meg nekünk ezt a tényt. A magántulajdon anyagi folyamatát, amelyet az a valóságban végigcsinál, általános, elvont formulákba foglalja, amelyek azután neki törvényekként számítanak. Nem ragadja meg fogalmilag ezeket a törvényeket, azaz nem mutatja ki, miképpen származnak a magántulajdon lényegéből. A nemzetgazdaságtan nem ad felvilágosítást tőke és munka, tőke és föld megosztásának alapjáról. Amikor pl. meghatározza a munkabér viszonyát a tőke profitjához, a tőkések érdeke számít neki végső alapként; azaz felteszi, amit ki kell fejtenie. Éppígy kerül bele mindenütt a konkurencia. Külső körülményekből magyarázzák. Hogy ezek a külső, látszólag véletlen körülmények mennyiben csak egy szükségszerű fejlődés kifejezései, arról a nemzetgazdaságtan semmit sem mond. Láttuk, hogy maga a csere is véletlen tényként jelenik meg számára. Az egyedüli kerekek, amelyeket a nemzetgazdász mozgásba hoz, a kapzsiság és a kapzsik közötti háború, a konkurencia.
Éppen mert a nemzetgazdaságtan nem ragadja meg fogalmilag a mozgás összefüggését, azért állhatott megint szembe pl. a konkurencia tana a monopólium tanával, az iparszabadság tana a korporáció tanával, a földbirtok megosztásának tana a nagy földtulajdon tanával, mert a konkurenciát, az iparszabadságot, a földbirtok-megosztást a monopóliumnak, a korporációnak és a feudális tulajdonnak csak véletlen, szándékos, erőszakos, nem pedig szükségszerű, elkerülhetetlen, természetes következményeiként fejtették ki és ragadták meg fogalmilag.
Most tehát fogalmilag meg kell ragadnunk azt a lényegi összefüggést, amely a magántulajdon, a kapzsiság, a munka, tőke és földtulajdon szétválasztása, csere és konkurencia, az emberek értéke és elértéktelenedése, monopólium és konkurencia stb., ezen egész elidegenülés, és a pénzrendszer között fennáll.”
Marx elemzését a materiális valóság egy mindennapi, közönséges tényével, a munka árutermelésként való tételezésével kezdte, melyben a munkás tevékenysége tárgyakat hoz létre. Ezt azonnal viszonyította az emberi lényeget alkotó munka hipotetikus fogalmához, melynek egyik legfontosabb vonása, hogy tárgyiasító tevékenység. Tehát kezdettől fogva együtt vizsgálta, egymással szembe állította a nem elidegenült és az elidegenült munka fogalmát, s ez utóbbit a tőkés gazdasági-politikai körülmények között végzett bérmunkával azonosította:
„Mi egy nemzetgazdasági, jelenvaló tényből indulunk ki.
A munkás annál szegényebb lesz, minél több gazdagságot termel, minél inkább növekszik termelése hatalomban és terjedelemben. A munkás annál olcsóbb áruvá lesz, minél több árut hoz létre. A dolgok világának értékesedésével egyenes arányban nő az emberek világának elértéktelenedése. A munka nemcsak árukat termel; önmagát és a munkást is mint árut termeli, mégpedig abban a viszonyban, amelyben egyáltalában árukat termel.
Ez a tény nem fejez ki egyebet, mint ezt: A tárgy, amelyet a munka termel, a munka terméke, mint idegen lényeg, mint a termelőtől független hatalom lép vele szembe. A munka terméke az a munka, amely egy tárgyban rögzítette, dologivá tette magát, a munka tárgyiasulása. A munka megvalósulása a munka tárgyiasulása. A munkának ez a megvalósulása a nemzetgazdasági állapotban mint a munkás megvalótlanulása, a tárgyiasulás mint a tárgy elvesztése és a tárgy igájában való szolgaság, az elsajátítás mint elidegenülés, mint külsővé-idegenné válás jelenik meg.
A munka megvalósulása olyannyira megvalótlanulásként jelenik meg, hogy a munkás egészen az éhhalálig valótlanul. A tárgyiasulás olyannyira a tárgy elvesztéseként jelenik meg, hogy a munkás meg van fosztva a legszükségesebb tárgyaktól, nemcsak az élethez szükségesektől, hanem a munkatárgyaktól is. Sőt maga a munka tárggyá válik, amelyet a munkás csak a legnagyobb erőfeszítéssel és a legszabálytalanabb megszakításokkal tud hatalmába keríteni. A tárgy elsajátítása olyannyira elidegenülésként jelenik meg, hogy minél több tárgyat termel a munkás, annál kevesebbel bírhat, s annál inkább termékének, a tőkének uralma alá kerül.
Abban a meghatározásban, hogy a munkás a munkájának termékéhez mint idegen tárgyhoz viszonyul, benne rejlenek mindezek a következmények. Mert ezen előfeltevés szerint világos: Minél inkább kidolgozza magát a munkás, annál hatalmasabb lesz az idegen, tárgyi világ, amelyet magával szemben létrehoz, annál szegényebb lesz ő maga, az ő belső világa, annál kevesebb lesz az ő sajátja. Ugyanígy van a vallásban. Minél többet helyez az ember Istenbe, annál kevesebbet tart meg önmagában. A munkás beleteszi az életét a tárgyba; de az immár nem az övé, hanem a tárgyé. Minél nagyobb tehát ez a tevékenység, annál tárgynélkülibb a munkás. Ami a munkája terméke, az nem ő. Minél nagyobb tehát ez a termék, annál kevesebb ő maga. A munkásnak a maga termékében való külsővé-idegenné válása nemcsak azzal a jelentőséggel bír, hogy munkája tárggyá, külső exisztenciává válik, hanem, hogy rajta kívül, tőle függetlenül, idegenül exisztál és vele szemben önálló hatalommá válik, hogy az élet, amelyet a tárgynak kölcsönzött, ellenségesen és idegenül lép vele szembe.”

##### Tárgyiasulás és tárgytól való elidegenedés
Marx miközben a fennálló kapitalista valóság elidegenedését elemezte, azzal párhuzamosan fontos megállapításokat tett az emberi lényeg tekintetében is. Felfogásában az emberi lényeg tevékenységformája a természetet emberi tárggyá (objektummá) tevő, eltárgyiasító (objektiváló) munkatevékenység, amit egy helyen úgy fogalmaz, hogy „A munkás beleteszi életét a tárgyba, […]” de ez az emberi lényeg tőkés körülmények közt eltorzul, nem tud kibontakozni, elidegenedéssé, ellentmondássá válik. A marxi elmélet helyes értelmezéséhez nélkülözhetetlen a tárgyiasítás és elidegenedés kettősségének, dialektikájának együttes szemlélete. „A marxi társadalomelmélet így az eltárgyiasítás és elidegenedés alapvető különbségtevésében fogant, s e két fogalom – az előbbi mint általános emberi, az utóbbi mint ellentmondásos történelmi forma – feszültségében jellemezhető az egész marxi elmélet.”
„Vegyük szemügyre mármost közelebbről ezt a tárgyiasulást, a munkás termelését és benne az elidegenülést, a tárgynak, az ő termékének elvesztését.
A munkás semmit sem hozhat létre a természet, az érzéki külvilág nélkül. Ez az az anyag, amelyen munkája megvalósul, amelyen munkája tevékeny, amelyből és amelynek révén termel.”
Marx azzal, hogy a természetet, az érzéki külvilágot minden munkatevékenység előfeltételének nyilvánította, egyértelmű materialista álláspontra helyezkedett.
„Mint ahogy azonban a természet nyújtja a munka létfenntartási eszközeit, abban az értelemben, hogy a munka nem élhet tárgyak nélkül, amelyeken gyakorolják, úgy másfelől ő nyújtja a létfenntartási eszközöket a szűkebb értelemben is, tudniillik maga a munkás fizikai létfenntartásának eszközeit.
Minél inkább elsajátítja tehát a munkás a külvilágot, az érzéki természetet munkája által, annál inkább elvon magától létfenntartási eszközöket abban a kettős tekintetben, először, hogy az érzéki külvilág mindinkább megszűnik munkájához tartozó tárgy, munkájának létfenntartási eszköze lenni; másodszor, hogy mindinkább megszűnik közvetlen értelemben vett létfenntartási eszköz, a munkás fizikai létfenntartása számára való eszköz lenni.
E kettős tekintetben a munkás tehát tárgyának szolgájává lesz, először, hogy munkájának tárgyat, azaz, hogy munkát kapjon, és másodszor, hogy létfenntartási eszközöket kapjon. Először tehát, hogy munkásként, és másodszor, hogy fizikai szubjektumként exisztálhasson. E szolgaság csúcspontja, hogy immár csak munkásként tartja fenn magát mint fizikai szubjektum és immár csak fizikai szubjektumként munkás.
(A munkásnak a maga tárgyában való elidegenülése nemzetgazdasági törvények szerint úgy fejeződik ki, hogy minél többet termel a munkás, annál kevesebb fogyasztani valója van, hogy minél több értéket hoz létre, annál értéktelenebbé, annál méltatlanabbá lesz, hogy minél megformáltabb a terméke, annál elformátlanodottabb a munkás, hogy minél civilizáltabb a tárgya, annál barbárabb a munkás, hogy minél hatalmasabb a munka, annál hatalmatlanabb a munkás, hogy minél több a szellem a munkában, annál inkább szellemnélkülivé és természet-szolgájává lett a munkás.)
A nemzetgazdaságtan a munka lényegében való elidegenülést elrejti azzal, hogy nem a munkás (a munka) és a termelés közötti közvetlen viszonyt veszi szemügyre. Persze; a munka csodás műveket termel a gazdagoknak, de kifosztottságot termel a munkásnak. Palotákat termel, de a munkásnak odúkat. Szépséget termel, de a munkásnak megnyomorodást. Gépekkel helyettesíti a munkát, de a munkások egy részét barbár munkára veti vissza, másik részét pedig géppé teszi. Szellemet termel, de a munkásnak ostobaságot, kretenizmust termel.
A munkának termékeihez való közvetlen viszonya a munkásnak termelése tárgyaihoz való viszonya. A vagyonosoknak a termelés tárgyaihoz és magához a termeléshez való viszonya csak ennek az első viszonynak következménye.”

##### Önelidegenülés a termelés aktusában
Marx a továbbiakban rátér az elidegenedés következő aspektusára, a termelés aktusában megmutatkozó önelidegenülésre. Mivel a tárgy meghatározott tevékenység terméke, ezért az elidegenült tárgyat visszavezette mint okra, az elidegenült munkatevékenységre. Az elidegenült munka Marx következtetéseiben, végső soron kényszermunka. „Az önelidegenülés a munkafolyamatban azt jelenti, hogy a munka kényszerítően kívülről rá van erőszakolva a munkásra, s nem munka iránti szükségletének kielégítését szolgálja (vagyis a munka még nem is vált szükségletté), hanem csak eszköz arra, hogy munkabért kapjon (vagyis eszköz arra, hogy más szükségleteit kielégítse).”
„ Eddig a munkás elidegenülését, külsővé-idegenné válását csak az egyik tekintetben vettük szemügyre, tudniillik munkája termékeihez való viszonyát. De az elidegenülés nemcsak a termelés eredményében, hanem a termelés aktusában, magán a termelő tevékenységen belül megmutatkozik. Hogyan léphetne szembe a munkás idegenül tevékenységének termékével, ha magában a termelés aktusában nem idegenülne el önmagától: Hiszen a termék csak a tevékenység, a termelés összefoglalása. Ha tehát a munka terméke a külsővé-idegenné válás, akkor magának a termelésnek a tevékeny külsővé-idegenné válásnak, a tevékenység külsővé-idegenné válásának, a külsővé-idegenné válás tevékenységének kell lennie. A munka tárgyának elidegenülésében csak magának a munkának a tevékenységében való elidegenülés, külsővé-idegenné válás foglalódik össze.
Miben áll mármost a munka külsővé-idegenné válása?
Először is abban, hogy a munka a munkás számára külsőleges, azaz nem tartozik lényegéhez, hogy tehát munkájában nem igenli, hanem tagadja, nem jól, hanem boldogtalannak érzi magát, nem fejt ki szabad fizikai és szellemi energiát, hanem fizikumát sanyargatja és szellemét tönkreteszi. Ezért a munkás csak a munkán kívül érzi magát magánál levőnek, a munkában pedig magán kívül levőnek. Otthon akkor van, amikor nem dolgozik, és amikor dolgozik, akkor nincs otthon. Munkája ennélfogva nem önkéntes, hanem kényszerű, kényszermunka. Ezért nem szükséglet kielégítése, hanem csak eszköz a rajta kívül levő szükségletek kielégítésére. A munka idegensége tisztán előtűnik abban, hogy mihelyt nem exisztál fizikai vagy egyéb kényszer, úgy menekülnek előle, mint a dögvész elől. A külsőleges munka, az a munka, amelyben az ember külsővé-idegenné válik, az önfeláldozás, a sanyargatás munkája. Végül a munka külsőlegessége a munkás számára megjelenik abban, hogy nem az ő sajátja, hanem másvalakié, hogy nem az övé, hogy benne ő nem önmagához, hanem másvalakihez tartozik. Mint ahogy a vallásban az emberi fantázia, az emberi agy és az emberi szív öntevékenysége az egyéntől függetlenül, azaz mint idegen, isteni vagy ördögi tevékenység hat az egyénre, ugyanúgy a munkás tevékenysége nem az ő öntevékenysége. Másé, magamagának elvesztése.
Az lesz tehát az eredmény, hogy az ember (a munkás) már csak állati funkcióiban – evés, ivás és nemzés, legfeljebb még lakás, ékesség stb. – érzi magát szabadon tevékenynek, emberi funkcióiban pedig már csak állatnak. Az állati lesz az emberivé és az emberi az állativá.
Enni, inni és nemzeni stb. ugyan szintén valódi emberi funkciók. De abban az elvonatkoztatásban, amely ezeket az emberi tevékenység egyéb körétől elválasztja és végső és egyedüli végcélokká teszi, állatiak.
A gyakorlati emberi tevékenység, a munka elidegenülésének aktusát két tekintetben vettük szemügyre. 1. A munkásnak a munka termékéhez mint idegen és fölötte hatalommal bíró tárgyhoz való viszonya. Ez a viszony egyúttal az érzéki külvilághoz, a természeti tárgyakhoz mint idegen, vele ellenségesen szembenálló világhoz való viszony. 2. A munkának a termelés aktusához való viszonya a munkán belül. Ez a viszony a munkásnak saját tevékenységéhez mint valami idegen, nem hozzá tartozóhoz való viszonya, a tevékenység mint szenvedés, az erő mint hatalmatlanság, a nemzés mint megférfiatlanulás, a munkás saját fizikai és szellemi energiája, személyes élete – mert mi más az élet, mint tevékenység – mint sajátmaga ellen fordított, tőle független tevékenység, amely nem övé. Az önelidegenülés, mint fent a dolog elidegenülése.”

##### Elidegenülés az emberi lényegtől
Az elidegenedés komplexumának legelvontabb, egyúttal legösszetettebb, filozófiailag legmélyebb aspektusa az emberi lényegtől való elidegenülés. Marx ebben a részben kísérletet tett az emberi lényeg tömör, definitív meghatározására, melyben a természet munkavégzéssel történő, mesterséges, emberi, tárgyi világgá formálása, „megmunkálása” az emberi lényeg meghatározó elemeként került bemutatásra. Újra érintette a tárgyiasulásnak a nembeliségben játszott szerepét, mint írta: […] a tárgyi világ megmunkálásában bizonyul csak az ember valóban nembeli lénynek.” „E megmunkálás során a természet az ember szervetlen testévé válik, s az ember nembeli élete egy második, nem csak a tudatban tükröződő, hanem empirikusan valóságos egzisztenciára tesz szert.” Az ember, amikor ebben a humanizált természetben él, nembeli közegében él, amikor erre a közegre tekint, nembeliségét megtestesítő „második” önmagára tekint. Ez azonban csak hipotetikus, mivel az emberi lényeg a tőkés gazdasági-politikai rendszeren belül az elidegenülés következtében nem tud valóságosan érvényre jutni. Az elidegenült munka elválasztja az egyént az emberi nemtől, saját potenciálisan létező nembeliségétől, s egyéni, partikuláris létté degradálja azt.
„ Az elidegenült munkának az eddigi kettőből most még egy harmadik meghatározását kell levonnunk.
Az ember nembeli lény [Gattungswesen], nemcsak annyiban, hogy gyakorlatilag és elméletileg a nemet, mind a sajátját, mind a többi dolgokét is a maga tárgyává teszi, hanem – és ez csak más kifejezés ugyanazon dologra – annyiban is, hogy önmagához mint a jelenvaló, eleven nemhez viszonyul, hogy magához mint egyetemes, ennélfogva szabad lényhez viszonyul.
A nembeli élet mind az embernél, mind az állatnál fizikailag először is abban áll, hogy az ember (akár az állat) a szervetlen természetből él, s minél egyetemesebb az ember az állathoz képest, annál egyetemesebb a szervetlen természetnek az a területe, amelyből él. Mint ahogy növények, állatok, kövek, levegő, fény stb. elméletileg az emberi tudat egy részét alkotják, részint mint a természettudomány tárgyai, részint mint a művészet tárgyai – szellemi szervetlen természete, szellemi létfenntartási eszközei, amelyeket az élvezethez és az emésztéshez előbb el kell készítenie –, ugyanígy gyakorlatilag is az emberi élet és az emberi tevékenység egy részét alkotják. Fizikailag az ember csak ezekből a természeti termékekből él, jelenjenek meg bár ezek a táplálék, fűtés, ruházat, lakás stb. formájában. Az ember egyetemessége gyakorlatilag éppen abban az egyetemességben jelenik meg, amely az egész természetet az ember, szervetlen testévé teszi, mind annyiban, hogy a természet 1. közvetlen létfenntartási eszköz, mind annyiban, hogy [2.] élettevékenységének az anyaga, a tárgya és a szerszáma. A természet az ember szervetlen teste, tudniillik a természet, amennyiben maga is nem emberi test. Az ember a természetből él, ez azt jelenti: a természet az ő teste, amellyel állandó folyamatban kell maradnia, hogy meg ne haljon. Hogy az ember fizikai és szellemi élete összefügg a természettel, annak nem más az értelme, mint hogy a természet összefügg önmagával, mert az ember a természet része.
Azáltal, hogy az elidegenült munka az embertől 1. elidegeníti a természetet, 2. önmagát, saját tevékeny funkcióját, élettevékenységét, azáltal elidegeníti az embertől a nemet: a nembeli életet számára az egyéni élet eszközévé teszi. Először elidegeníti a nembeli életet és az egyéni életet, és másodszor az utóbbit elvonatkoztatásában az első céljává teszi, ugyancsak elvont és elidegenült formájában.
Merthogy először is az embernek a munka, az élettevékenység, a termelő élet maga csak eszközként jelenik meg egy szükséglet, a fizikai exisztencia fenntartása szükségletének kielégítésére. De a termelő élet a nembeli élet. Ez az életet létrehozó élet. Az élettevékenység fajtájában rejlik egy species egész jellege, nembeli jellege, és a szabad tudatos tevékenység az ember nembeli jellege. Maga az élet [Leben] csak az élet eszközeként, létfenntartási eszközként [Lebensmittel] jelenik meg.
Az állat közvetlenül egy az élettevékenységével. Nem különbözteti meg magát tőle. Ő maga az. Az ember magát az élettevékenységét akarása és tudata tárgyává teszi. Tudatos élettevékenysége van. Ez nem olyan meghatározottság, amellyel közvetlenül egybefolyik. A tudatos élettevékenység különbözteti meg az embert közvetlenül az állati élettevékenységtől. Éppen csak ezáltal nembeli lény az ember. Vagyis éppen csak azért tudatos lény, azaz azért tárgy a számára a saját élete, mert nembeli lény. Tevékenysége csak ezért szabad tevékenység. Az elidegenült munka akként fordítja meg ezt a viszonyt, hogy az ember, éppen mert tudatos lény, élettevékenységét, lényegét csak eszközzé teszi exisztenciája számára.
Egy tárgyi világ gyakorlati létrehozása, a szervetlen természet megmunkálása az embernek mint tudatos nembeli lénynek az igazolódása, azaz egy olyan lényé, amely a nemhez mint saját lényegéhez, vagyis magához mint nembeli lényhez viszonyul. Bár az állat is termel. Fészket, lakásokat épít magának, mint a méh, a hód, a hangya stb. Ámde csak azt termeli, amire közvetlenül a maga vagy kicsinye részére szüksége van; egyoldalúan termel, míg az ember egyetemesen termel; az állat csak a közvetlen fizikai szükséglet uralma alatt termel, míg az ember még a fizikai szükséglettől szabadon is termel és az attól való szabadságban termel csak igazán; az állat csak önmagát termeli, míg az ember az egész természetet újratermeli; az állat terméke közvetlenül fizikai testéhez tartozik, míg az ember szabadon lép szembe termékével. Az állat csak ama species mértéke és szükséglete szerint alakít, amelyhez tartozik, míg az ember minden species mértéke szerint tud termelni és mindenütt az inherens mértéket tudja a tárgyra alkalmazni; az ember ezért a szépség törvényei szerint is alakít.
Éppen a tárgyi világ megmunkálásában bizonyul az ember ezért csak valóban nembeli lénynek. Ez a termelés az ő dolgozva-tevékeny nembeli élete. Általa jelenik meg a természet az ő műveként és az ő valóságaként. A munka tárgya ezért az ember nembeli életének tárgyiasulása: amikor magát nemcsak – mint a tudatban – intellektuálisan, hanem dolgozva-tevékenyen, valóban megkettőzi és ennélfogva önmagát egy általa teremtett világban szemléli. Amikor ezért az elidegenült munka elszakítja az embertől termelésének tárgyát, akkor nembeli életét, valóságos nembeli tárgyiságát szakítja el tőle, és az állattal szembeni előnyét azzá a hátránnyá változtatja át, hogy szervetlen testét, a természetet, elvonják tőle.
Éppígy, amikor az elidegenült munka az öntevékenységet, a szabad tevékenységet eszközzé fokozza le, az ember nembeli életét fizikai exisztenciájának eszközévé teszi.
A tudat, amellyel az ember neméről bír, az elidegenülés által tehát akként változik át, hogy a nembeli élet a számára eszközzé válik.”

##### Az emberek elidegenülése egymástól
Az elidegenült munka negyedik oldala, melyben az „embernek az embertől való elidegenülése” kerül bemutatásra, csupán jelzésszerű, aminek egyik lehetséges magyarázata, hogy csupán következménye az előző három elidegenedési mozzanatnak:
„4. Egyik közvetlen következménye annak, hogy az ember elidegenült munkája termékétől, élettevékenységétől, nembeli lényétől, az embernek az embertől való elidegenülése. Mikor az ember önmagával áll szemben, akkor a másik ember áll vele szemben. Ami áll az embernek a munkájához, munkája termékéhez és önmagához való viszonyáról, az áll az embernek a másik emberhez, valamint a másik ember munkájához és munkájának tárgyához való viszonyáról.
Egyáltalában az a tétel, hogy az embertől elidegenült a nembeli lénye, annyit jelent, hogy egyik ember elidegenült a másiktól, mint ahogy mindegyikük az emberi lényegtől.
Az ember elidegenülése, egyáltalában minden olyan viszony, amelyben az ember önmagához áll, csak abban a viszonyban valósult meg, fejeződik ki, amelyben az ember a többi emberhez áll.
Ily módon szemügyre véve, az elidegenült munka viszonyában mindegyik ember a másikat ama mérce és viszony szerint tekinti, amelyben ő maga mint munkás leledzik.”

##### A magántulajdon keletkezése
Marx az elidegenedett munka elemzése során arra a következtetésre jutott, hogy a magántulajdont végső soron az elidegenedett munka hozza létre. Arra is rájött azonban, hogy ez csak elvont magyarázatként működik, s következtetése végén előre bocsátotta, hogy ténylegesen kölcsönviszonyról, a tulajdonos és nem-tulajdonos viszonyáról van szó:
„Tehát az elidegenült, külsővé-idegenné vált munka által a munkás létrehozza a munkától idegen és azon kívül álló embernek e munkához való viszonyát. A munkásnak a munkához való viszonya létrehozza a tőkésnek – vagy bármiképp nevezzük is a munkáltatót – a munkához való viszonyát. A magántulajdon tehát a terméke, az eredménye, a szükségszerű következménye a külsővé-idegenné vált munkának, a munkás külsőleges viszonyának a természethez és önmagához.
A magántulajdon tehát elemzés révén a külsővé-idegenné vált munka, azaz a külsővé-idegenné vált ember, az elidegenült munka, az elidegenült élet, az elidegenült ember fogalmából adódik.
A külsővé-idegenné vált munka (a külsővé-idegenné vált élet) fogalmát a nemzetgazdaságból persze a magántulajdon mozgásának eredményeként nyertük. De e fogalom elemzésénél megmutatkozik, hogy ha a magántulajdon a külsővé-idegenné vált munka alapjaként, okaként jelenik is meg, mégis éppenséggel annak következménye, mint ahogy az istenek is eredetileg az emberi értelem eltévelyedésének nem az oka, hanem az okozata. Később ez a viszony átcsap kölcsönhatásba.
Csak a magántulajdon fejlődésének végső tetőpontján tűnik ismét elő ez a titka, tudniillik egyfelől, hogy a magántulajdon a külsővé-idegenné vált munka terméke, és másodszor, hogy a magántulajdon az eszköz, amely által a munka külsővé-idegenné válik, e külsővé-idegenné válás realizálása.”